# 赤座氏

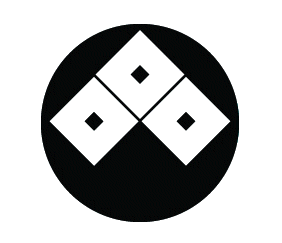
丸に三つ目

赤座氏（あかざし）は、日本の氏族のひとつ。

## 概要

### 越前の赤座氏
越前の赤座氏は藤原姓で、室町時代守護斯波氏に仕えて南仲条郡新道に居した。室町期には天真自性が嘉慶元年（1387年）に開いた慈眼寺に保護を加えたという。後赤座直則・直保のとき朝倉氏家臣を経て織田信長家臣となり、信長没後は豊臣秀吉に仕えて大名に列し今庄に陣屋を置いた。関ヶ原の戦いで直保は西軍を裏切り東軍の勝利に貢献するも通款を明らかにしなかったことから改易され、前田利長に招かれて加賀藩士として存続した。また家名を永原に改めている。

### 美濃の赤座氏
越前赤座氏の一族である赤座永兼が美濃に赴き土岐氏あるいは斎藤道三に仕官したことが伝わる。これとの関係は不明ながら、同地には江戸時代でも赤座姓の人物の存在が確認できる。

### 尾張の赤座氏
尾張の赤座氏の系統は判然としない。代表的人物である赤座永兼は越前赤座氏からの養子と言われるが、定かでない。